# Liste von Persönlichkeiten der Stadt Bari
Diese Liste enthält in Bari geborene Persönlichkeiten sowie solche, die in Bari gewirkt haben, dabei jedoch andernorts geboren wurden. Die Liste erhebt keinen Anspruch auf Vollständigkeit.

## In Bari geborene Persönlichkeiten

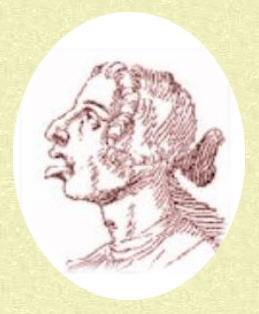
Gaetano Latilla

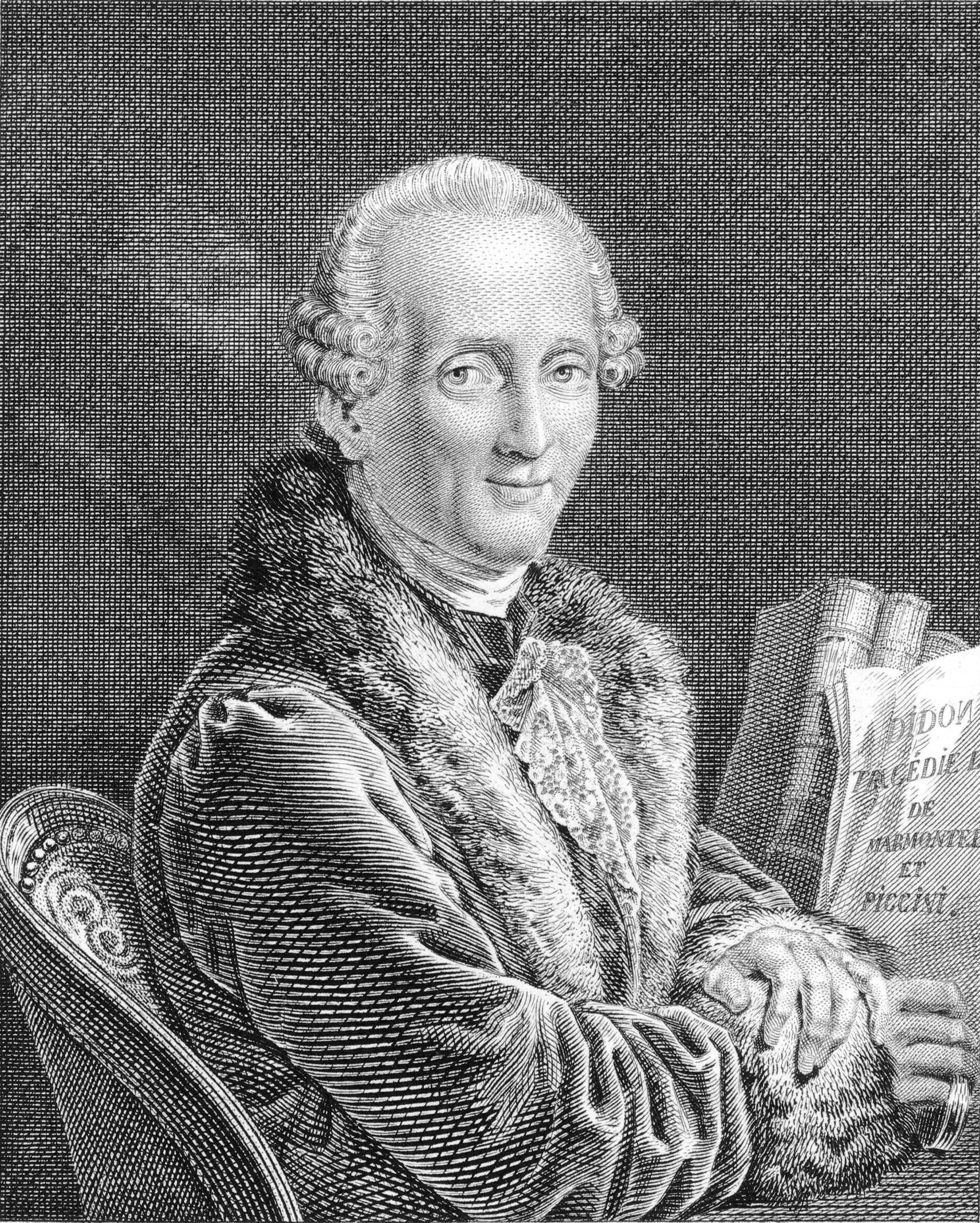
Niccolò Piccinni

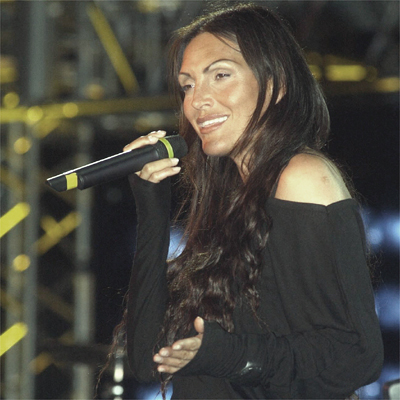
Anna Oxa

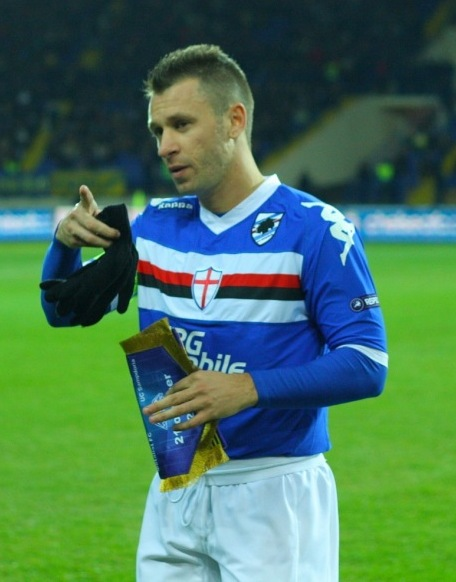
Antonio Cassano

### Bis 1900
- Gaetano Latilla (1711–1788), Opernkomponist
- Niccolò Piccinni (1728–1800), Komponist
- Nicola De Giosa (1819–1885), Komponist und Dirigent
- Giuseppe Massari (1821–1884), Politiker und Schriftsteller
- Emil Roth (1893–1980), Schweizer Architekt
- Francesco Martino (1900–1965), Turner

### 1901 bis 1950
- Elia di San Clemente (1901–1927), Nonne
- Luigi Losito (1905–1992), italienisch-deutscher Maler
- Enzo Fiermonte (1908–1993), Boxer und Schauspieler
- Nicola Manzari (1908–1991), Dramatiker, Drehbuchautor und Filmregisseur
- Licia Albanese (1909–2014), Opernsängerin
- Eugenio Giannini (1910–1952), italo-amerikanischer Mobster
- Franco Caracciolo (1920–1999), Dirigent
- Pietro Lombardi (1922–2011), Ringer
- Umberto Raho (1922–2016), Schauspieler
- Vito Lattanzio (1926–2010), Politiker
- Luca Sportelli (1927–1999), Schauspieler
- Riccardo Cucciolla (1924–1999), Schauspieler
- Giuliano Carnimeo (1932–2016), Filmregisseur und Drehbuchautor
- Pino Pascali (1935–1968), Künstler
- Nico Perrone (* 1935), Essayist, Historiker und Journalist
- Oktay Sinanoğlu (1935–2015), türkischer Chemiker und Biophysiker
- Luciano Bux (1936–2014), Bischof
- Mario Martiradonna (1938–2011), Fußballspieler
- Fabio Sarno (* 1940), Schauspieler
- Luciano Canfora (* 1942), klassischer Philologe
- Guido Marzulli (* 1943), Maler
- Antonio Ambrosetti (1944–2020), Mathematiker und Professor in Paris, Madrid, der ETH Zürich und der Universität Bologna

### Ab 1951
- Carmine Fornari (* 1951), Filmregisseur und Drehbuchautor
- Rocco Sisto (* 1953), US-amerikanischer Schauspieler und Synchronsprecher
- Antonio Loprieno (* 1955), Ägyptologe
- Roberto Ottaviano (* 1957), Jazz-Saxophonist und Komponist
- Gianni Alemanno (* 1958), Politiker
- Thomas Jauch (* 1958), deutscher Filmregisseur
- Luigi Michele de Palma (* 1958), Geistlicher und Kirchenhistoriker
- Nichi Vendola (* 1958), Journalist, studierter Philosoph und Politiker
- Michele Lanubile (* 1959), Filmregisseur
- Stephan Massimo (* 1959), Musiker, Songwriter und Komponist
- Gianrico Carofiglio (* 1961), Schriftsteller, Jurist und Senator
- Anna Oxa (* 1961), Sängerin
- Ruggero Verroca (* 1961), Ruderer
- Antonio Enrico Felle (* 1962), Christlicher Archäologe
- Doriana Leondeff (* 1962), Drehbuchautorin
- Anna Dello Russo (* 1962), Modejournalistin
- Francesco Attolico (* 1963), Wasserballspieler
- Antonello De Leo (* 1965), Filmregisseur
- Gianluca Pozzi (* 1965), Tennisspieler
- Antonio Fanelli (* 1966), Radrennfahrer
- Luigi Giorgio (* 1966), Automobilrennfahrer
- Teresa Ranieri (* 1966), Choreografin und Dozentin
- Lorenzo Lorusso (* 1967), Ordenspriester und Kirchenrechtler
- Gianluca Paparesta (* 1969), Fußballschiedsrichter und -funktionär
- Ettore Bassi (* 1970), Schauspieler und Fernsehmoderator
- Antonio Chimenti (* 1970), Fußballspieler
- Fabio Ferri (* 1970), Schauspieler
- Andrea Palmieri (* 1970), katholischer Geistlicher
- Lorenzo Amoruso (* 1971), Fußballspieler
- Pierluigi Balducci (* 1971), Jazzmusiker
- Luca Leoni (* 1973), Popsänger
- Gianluca Petrella (* 1975), Musiker
- Eleonora Forenza (* 1976), Politikerin
- Valentina Magaletti (* 1977), Musikerin
- Ivan Fanelli (* 1978), Radrennfahrer
- Kekko Fornarelli (* 1978), Jazzmusiker
- Eugenio Loria (* 1981), Radrennfahrer
- Antonio Cassano (* 1982), Fußballspieler
- Tommaso Romito (* 1982), Fußballspieler
- Livio Minafra (* 1982), Jazzmusiker
- Marco Calamita (* 1983), Fußballspieler
- Marco Misciagna (* 1984), Bratschist und Geiger
- Anna Maria Sarra (* 1988), Opernsängerin (Sopran)
- Rocco Sisto (* 1953), Schauspieler und Synchronsprecher
- Francesco Stella, alias Franz Alice Stern (* 1990), Ingenieur, Produzent, Komponist und DJ
- Davide Abbatescianni (* 1991), Journalist und Filmkritiker
- Cristiana De Filippis (* 1992), Mathematikerin
- Maninni (* 1997), Popsänger

## Bekannte Einwohner von Bari
- Pedro Waloschek (1929–2012), österreichischer experimenteller Teilchenphysiker